# Derbi

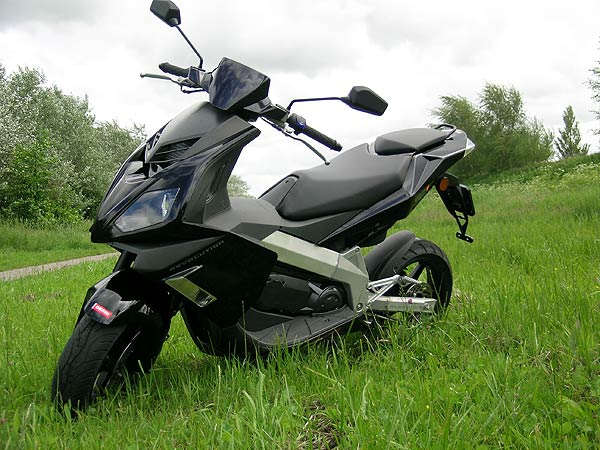
Derbi GP1 Hypersport

Derbi är en spansk motorcykel- och mopedtillverkare som grundades 1922 av Simón Rabasa.
Produktionen består mest i mindre mopeder och lätta motorcyklar med tvåtaktsmotorer, men modellen Mulhacén har en 660cc fyrtaktsmotor från Yamaha.

## Modeller
Derbi har ett ganska stort utbud av mopeder. Några modeller är Derbi Senda R, X-Race SM/R, DRD Pro SM/R, DRD Evo SM, DRD Pro Malossi edition SM, Xtreme SM/R, DRD Racing SM/R, DRD Limited SM, GPR, Atlantis City och GP1 Open och Derbi Senda SM. Derbi Senda R släpptes för första gången 1999 och har sedan dess sålts i många exemplar.

## Racing
Derbi har också deltagit framgångsrikt i tävlingssammanhang. 2005 tävlade Jorge Lorenzo för Derbis fabriksstall i GP125. 2006 ersattes han av tjeckiske Lukáš Pešek. Derbis fabriksförare 2008 är Pol Espargaro och Joan Olive. Från 2007 kör även det finska teamet Ajo Motorsport 125GP-VM med Derbi-maskiner.
Derbis racingmotorcyklar är baserade på Aprilias fabriks racingmotorcyklar.
Derbis motorer anses vara mycket lätt-trimmade och stryktåliga, men har en tendens att ta ihop vid hög prestanda.